# Neggio
Neggio (lmo. Negg) – miejscowość i gmina w południowej Szwajcarii, w kantonie Ticino, w okręgu (distretto) Lugano, w powiecie (circolo) Magliasina. Leży nad rzeką Magliasina.

## Demografia
W Neggio mieszkają 333 osoby. W 2021 roku 15% populacji gminy stanowiły osoby urodzone poza Szwajcarią. 